# Corticaria crenulata
Corticaria crenulata är en skalbaggsart som först beskrevs av Leonard Gyllenhaal 1827.  Corticaria crenulata ingår i släktet Corticaria, och familjen mögelbaggar. Enligt den finländska rödlistan är arten nära hotad i Finland. Arten är reproducerande i Sverige. Artens livsmiljö är sandstränder vid Östersjön.